# Скілла
Скілла, Сци́лла (грец. Σκύλλα) — в давньогрецькій міфології красуня, котру чаклунка Кірка через ревнощі перетворила на чудовисько з собачими головами на поясі. Вона начебто жила в печері біля протоки між Італією та Сицилією. На протилежному березі протоки було житло Харібди, що стала потворою через свою ненажерливість. Скілла й Харібда нападали на всіх, хто пропливав Сицилійською протокою. Одіссей проскочив між страховиськами, втративши шістьох своїх супутників.

## Згадки в міфах
Скілла була дочкою Ламії, Гекати чи Кратеї або Кето і Форкія. Главк був закоханий у Скіллу, але його кохала чаклунка Кірка. Щоб позбутися суперниці, Медея вилила у морську воду, де купалася Скілла, зілля. Через це Скілла стала потворною: вона мала вигляд жінки вище талії, а талія була оточена собаками, що зрослися з нею.
Згідно з грецькими та римськими схоліями Цеца та Сервія, Скілла була коханою бога Посейдона і його ревнива дружина Амфітріта перетворила Скіллу через те на морське чудовисько.
Коли Одіссей плив тісною протокою, Харібда загрожувала проковтнути їхній корабель. Одіссей вирішив, що Харібда уб'є всіх, тоді як Скілла могла схопити лише шістьох своїми собачими пащами. Тому Одіссей повів корабель біля Скілли і, втративши шістьох товаришів, зберіг життя решті й проплив протоку.
Гера наказувала морській богині Фетіді безпечно провести аргонавтів повз Скіллу.
Лікофрон стверджував, що Геракл убив Скіллу, а Овідій — що вона перетворилася на риф. Стацій згадував Скіллу серед страховиськ, які населяють царство Аїда.

## У мистецтві

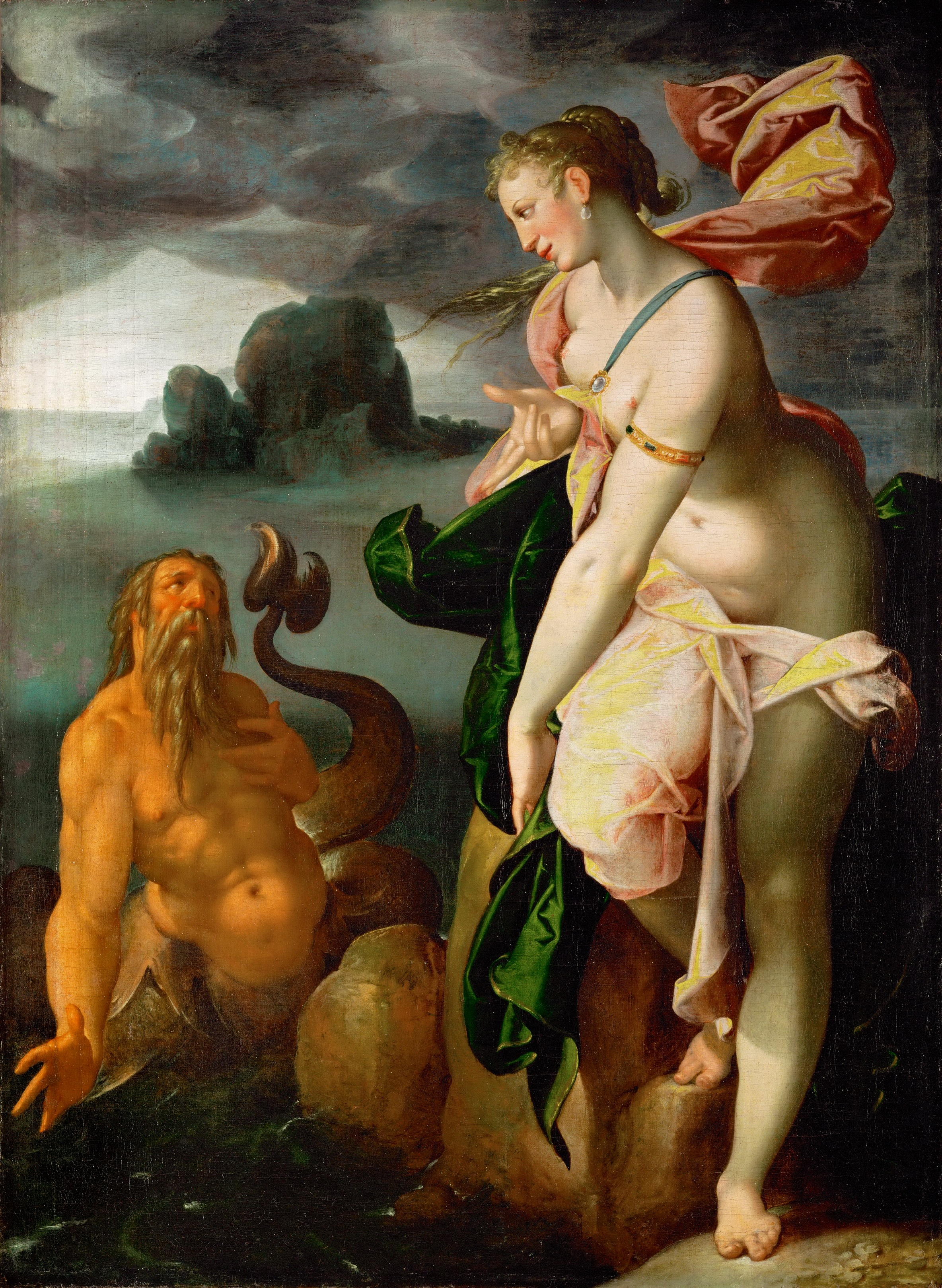
Главк і Скілла. Картина Бартоломеуса Шпрангера, 1587 р.

Скіллу зображали на монетах V ст. до н. е. в Кумі та Акрагасі (сучасний Агрідженто на Сицилії), а також на численних червонофігурних посудинах у V—IV ст. до н. Зазвичай їй надавали вигляду жінки з риб'ячим хвостом і з собачими головами, що виходять з-за її талії.
Існувала поема Стесіхора «Скілла» та дифірамб Тимофія Мілетського «Скілла».
У каролінгському абатстві Корві у Вестфалії є унікальний настінний живопис IX ст., який зображує, серед іншого, боротьбу Одіссея зі Скіллою. Такий малюнок не зустрічається більше ніде в середньовічному мистецтві.
В епоху Відродження та пізніше сюжет про Главка та Скіллу привертав увагу художників по всій Європі. У фресковому циклі Агостіно Карраччі 1597 року «Любові богів» у галереї Фарнезе Главк і Скілла зображені, обіймаючись (у міфах вони не мали близькості). Канонічніші версії показують Скіллу як дівчину, що виривається з любовних обіймів бога, як на картинах Філліпо Лаурі та Сальватора Рози.
Інші художники зображали Главка та Скіллу розділеними за стихіями води та землі відповідно, як на картині фламандця Бартоломеуса Шпрангера (1587) та Лорана де ла Гіра (1640-1644), Жака Дюмона ле Ромена (1726). На картині 1841 року Вільяма Тернера Скіллу, що втікає, супроводжують два амура.
Пітер Пауль Рубенс близько 1636 р. зобразив момент, коли нажахана Скілла перетворюється, тоді як картина Еглона ван дер Ніра 1695 р. показує Кірку, що отруює воду, коли Скілла готується до купання. Сюжет з Кіркою, що отруює воду, також змальовував Джон Мелгуіш Струдвік у 1886, і Джон Вільям Вотергаус у 1892 році.
Французький скрипаль і композитор Жан-Марі Леклер написав оперу «Скілла та Главк» (1746).

## У популярній культурі
У грецькій мові існує вислів Τὴν Χάρυβδιν ἐκφυγὼν τῇ Σκύλλῃ περιέπεσον (Тікаючи від Харібди, натрапив на Скіллу), в латині — гекзаметр: «Incidis in Scyllam cupiens vitare Charybdin» (натрапляєш на Скіллу, бажаючи уникнути Харібди). Французький поет і богослов XII ст. Вальтер Шатільонський через його епічну поему «Александрія» латинською мовою популяризував це вислів. Еразм Роттердамський у своїй «Адагії» 1515 року, цитуючи рядок з «Александрії», навів грецький еквівалент вислову.
Відоме прислів'я «Між Скіллою та Харібдою» винайшов французький поет Бартелемі Ано в 1552 році. Спершу воно вживалося в значенні «обрати з двох зол менше», але в англійському перекладі його сенс змістився до «опинитися між двох небезпек». Саме так воно було запозичене до французької, італійської та іспанської мов.

## Галерея

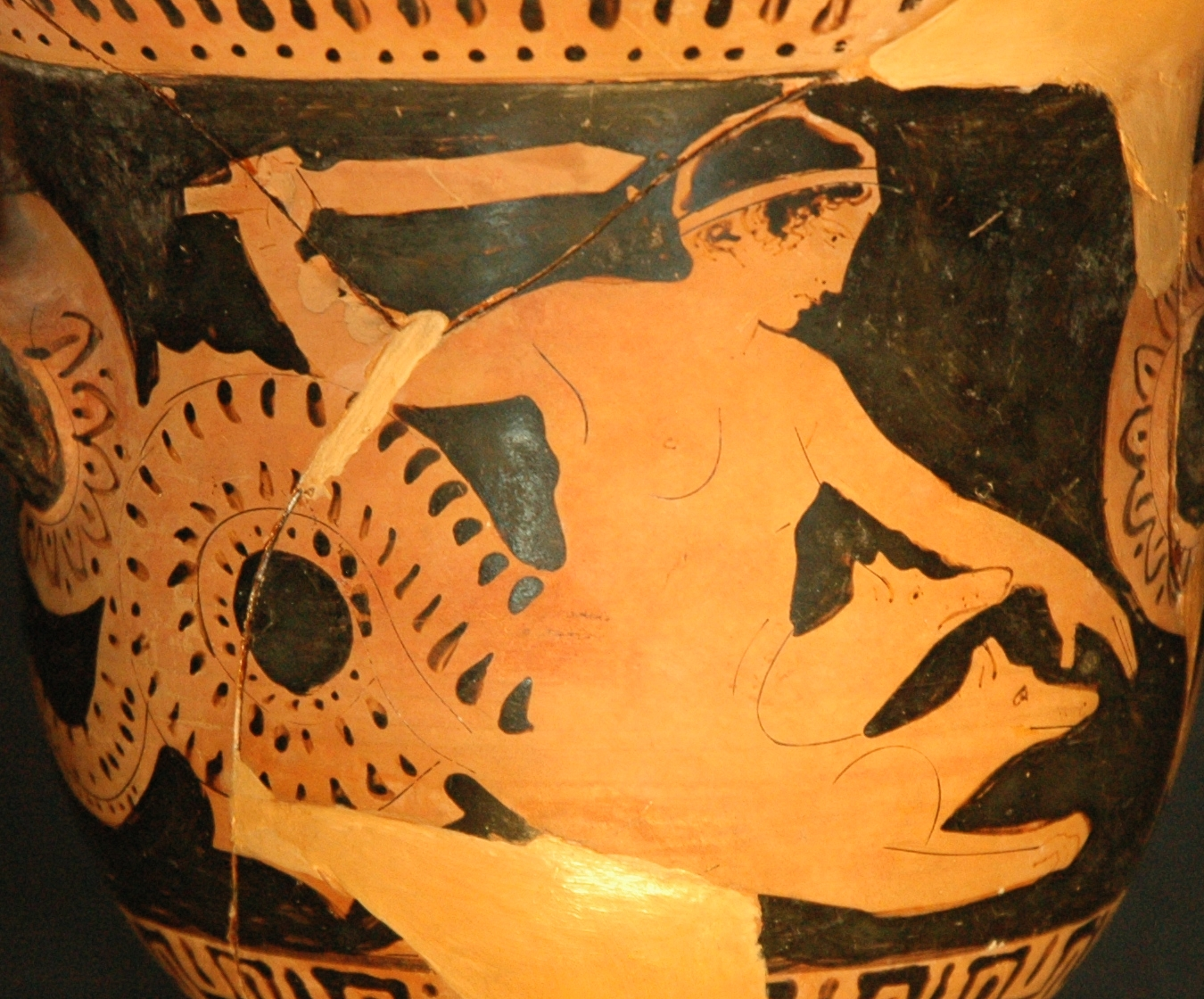
Скілла, деталь на червонофігурному кратері, 450—425 до н. е., Лувр
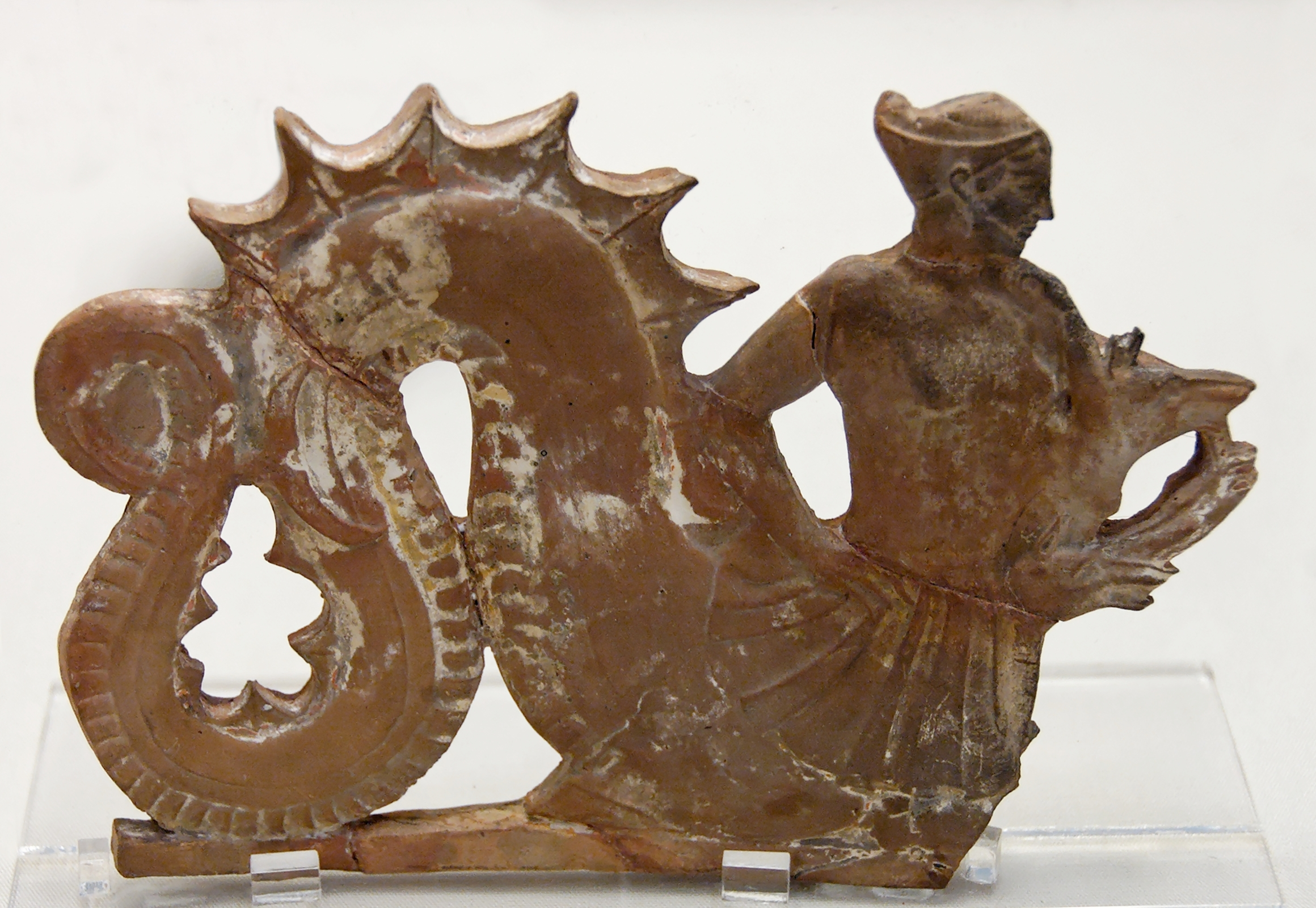
Морське чудовисько Скілла. Теракотова табличка, Мелос, 460–450 рр. до н. Знайдено на Егіні
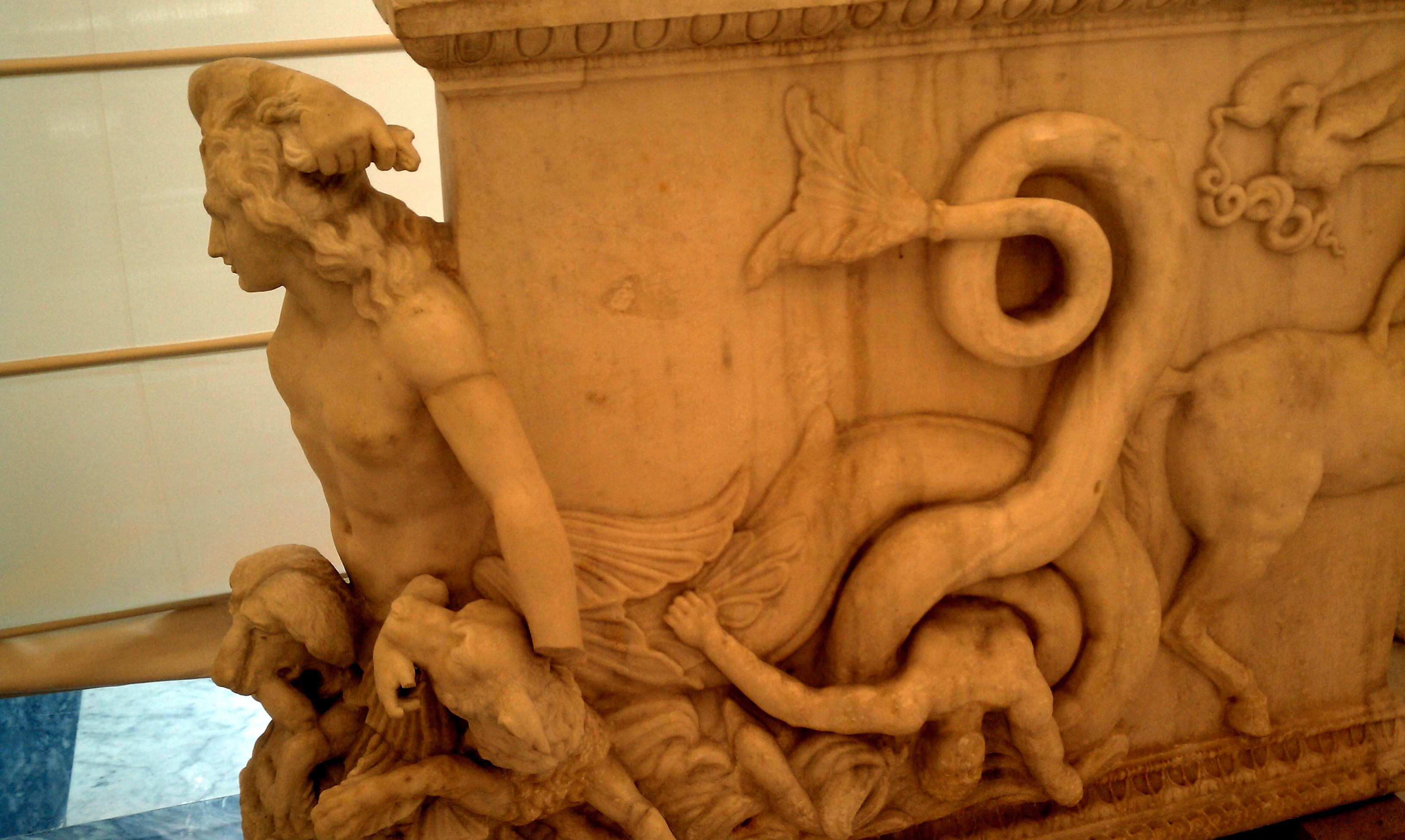
Скілла як прикраса давньоримської підставки для столу. Частина колекції Фарнезе
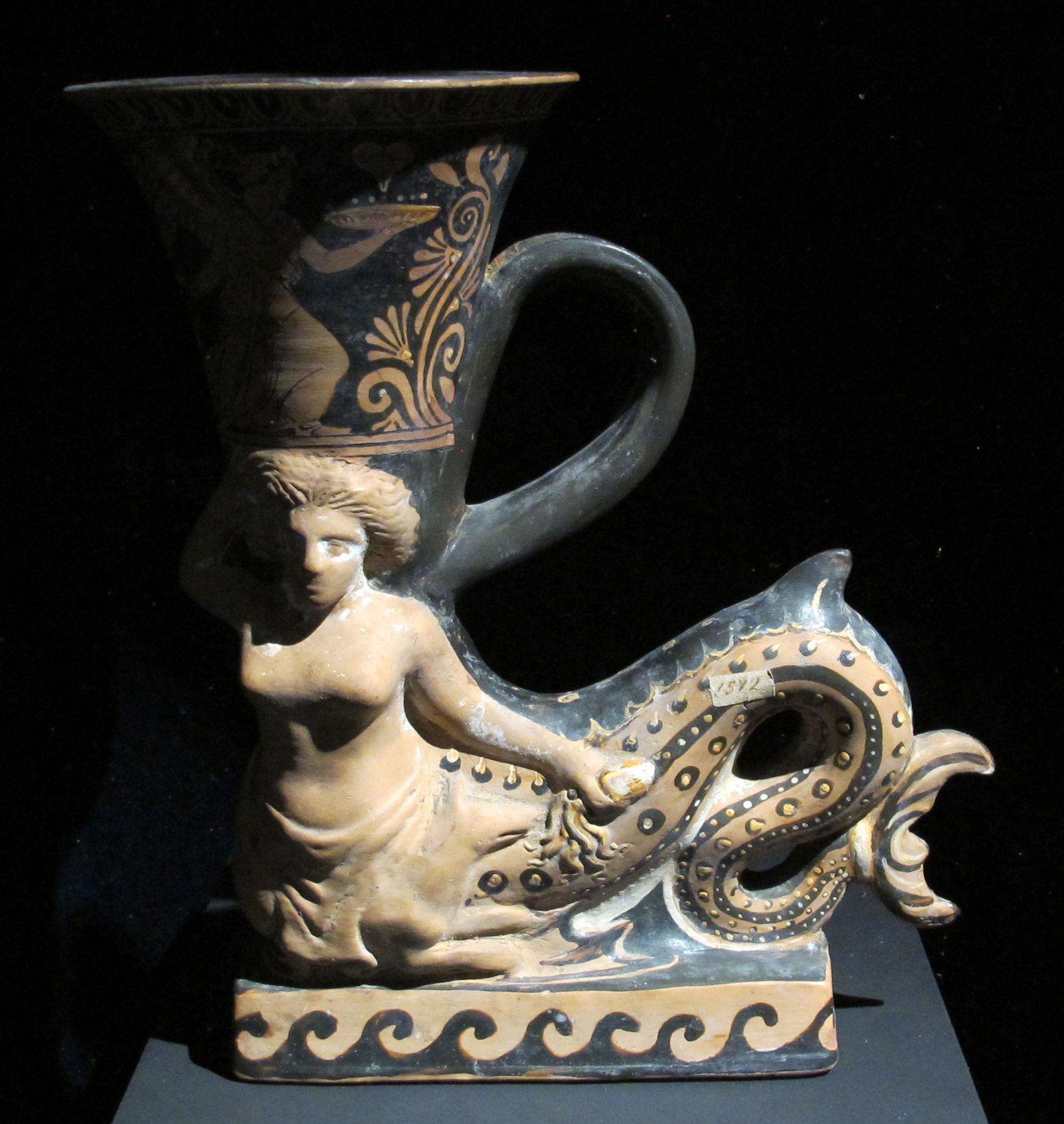
Ритон у формі Скілли, IV ст. до н.е.
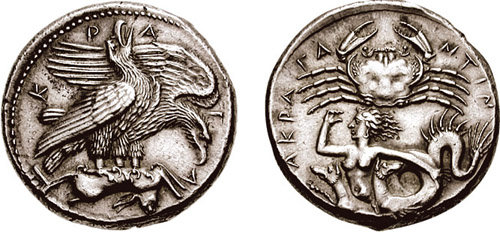
Скілла на монеті (праворуч знизу) тетрадрахмі з Акрагаса, 414-413 до н.е.
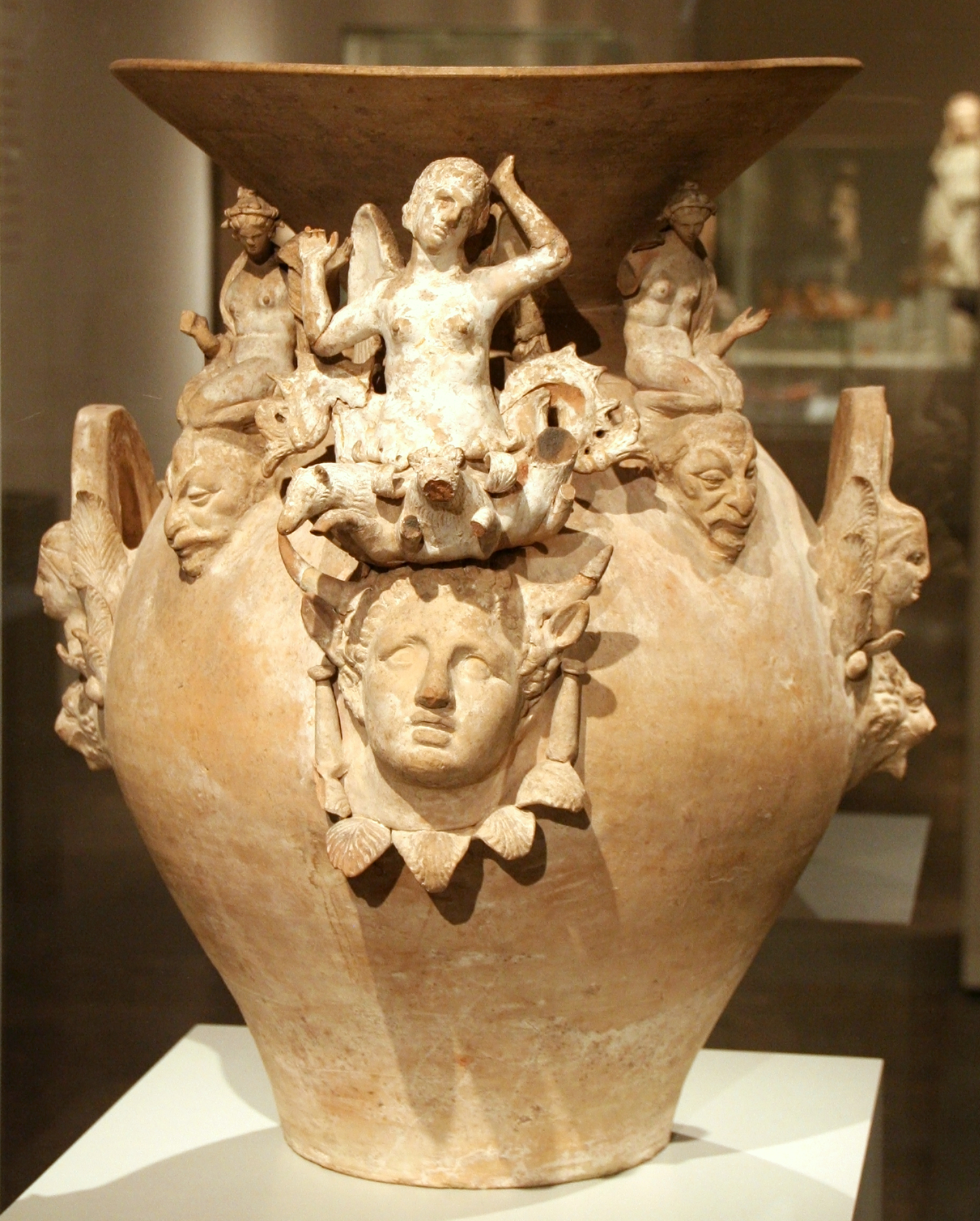
Скілла як прикраса посудини, близько 300 до н. е.
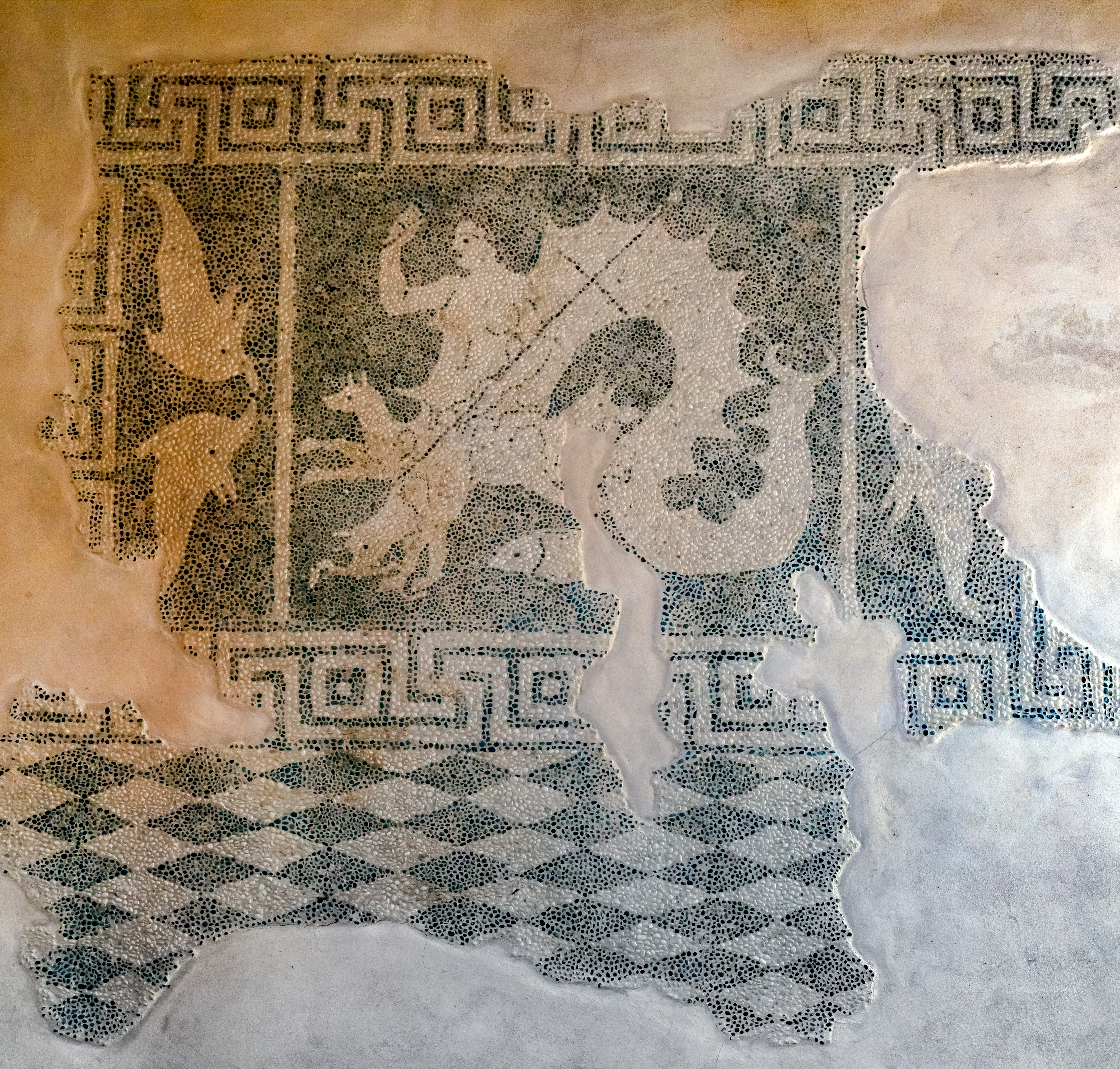
Скілла на мозаїці. Будинок Діоніса, Археологічний парк Пафоса, Кіпр